# Senapea
Senapea je rod iz porodice Passifloraceae.
Vrsta iz ovog roda je Senapea guianensis.